# Acer palaeorufinerve
Acer palaeorufinerve — це вимерлий вид клена, описаний із серії ізольованих викопних самарів і листя. Вид був описаний від міоцену до пліоцену у викопних скам’янілостях, знайдених у Японії, і відомий із корейських скам’янілостей і міоценових відкладень, відкритих у штаті Аляска, США. Це один із кількох вимерлих видів, які живуть у секції Macrantha.

## Опис
Листки A. palaeorufinerve мають просту структуру з пальчатою актинодромною структурою жилок, у яких первинні жилки починаються біля основи листової пластинки та виходять до краю. Листки 3 чи 5 лопатеві зі співвідношенням довжини до ширини 1:2, що дає загальний п'ятикутний контур. Листки мають три або п'ять первинних жилок, і, за оцінками, принаймні один зразок мав 7.2 сантиметра в довжину і 6.0 сантиметра в ширину в загальних розмірах. Самари A. palaeorufinerve мають асиметрично сплощений горішок і високий кут прикріплення. Морфологія A. palaeorufinerve передбачає розміщення в відділі Acer Macrantha. Це засновано на загальній формі листя та довгій загостреній формі кінчиків часток. Відзначено, що комбінація морфологічних ознак найбільш схожа на листя живого виду клена Acer rufinerve, який зазвичай називають червонолистним або кленом Хонсю. Викопний вид A. latahense зі штату Вашингтон і Орегон відрізняється від A. palaeorufinerve вужчою медіальною часткою.